# Австрийска държавна награда за европейска литература
Международната „Австрийска държавна награда за европейска литература“ (на немски: Österreichischer Staatspreis für Europäische Literatur) се дава от република Австрия и от 1965 г. се присъжда веднъж годишно на европейски писатели.
Наградата е в размер на 25 000 €.

## Носители на наградата (подбор)
- 1965: Збигнев Херберт (Полша)
- 1966: Уистън Хю Одън (Англия/САЩ)
- 1967: Васко Попа (Сърбия)
- 1968: Вацлав Хавел (Чехословакия)
- 1970: Славомир Мрожек (Полша)
- 1971: Йожен Йонеско (Румъния/Франция)
- 1972: Петер Хухел (Германия)
- 1973: Харолд Пинтър (Англия)
- 1975: Павел Кохоут (Чехословакия)
- 1976: Итало Калвино (Италия)
- 1978: Симон дьо Бовоар (Франция)
- 1980: Сара Кирш (Германия)
- 1981: Дорис Лесинг (Англия)
- 1982: Тадеуш Ружевич (Полша)
- 1983: Фридрих Дюренмат (Швейцария)
- 1984: Криста Волф (Германия)
- 1986: Станислав Лем (Полша)
- 1987: Милан Кундера (Чехословакия)
- 1989: Маргьорит Дюрас (Франция)
- 1990: Хелмут Хайсенбютел (Германия)
- 1992: Салман Рушди (Индия/Англия)
- 1993: Чингиз Айтматов (Киргизия)
- 1995: Илзе Айхингер (Австрия)
- 1998: Антонио Табуки (Италия)
- 1999: Дубравка Угрешич (Хърватия)
- 2000: Антониу Лобу Антунеш (Португалия)
- 2001: Умберто Еко (Италия)
- 2002: Кристоф Хайн (Германия)
- 2003: Сеес Нотебоом, (Нидерландия)
- 2004: Джулиан Барнс (Англия)
- 2005: Клаудио Магрис (Италия)
- 2006: Хорхе Семпрун (Испания)
- 2008: Агота Кристоф (Швейцария)
- 2009: Пер Улув Енквист (Швеция)
- 2010: Паул Ницон (Швейцария)
- 2011: Хавиер Мариас (Испания)
- 2012: Патрик Модиано (Франция)
- 2013: Джон Банвил (Ирландия)
- 2014: Людмила Улицка (Русия)
- 2015: Мирча Картареску (Румъния)
- 2016: Анджей Сташук (Полша)
- 2017: Карл Ове Кнаусгард (Норвегия)
- 2018: Зейди Смит (Великобритания)
- 2019: Мишел Уелбек (Франция)
- 2020: Драго Янчар (Югославия)
- 2021: Ласло Краснахоркаи (Унгария)